# SoFLY & Nius
soFLY & Nius es un dúo de productores y compositores franceses de hip hop, R&B y pop contratados por discográficas como APG (Artist Publishing Group) / (Atlantic Records / Warner/Chappell Music). Se compone de:
- Raphaël Judrin (nombre artístico soFLY) - nacido en París en 1985
- Pierre-Antoine Melki (nombre artístico Nius) - nacido en Lyon en 1988.

Ellos trabajan regularmente con el guitarrista Yoan "Oddfellow" Chirescu. 
Antes de unirse a soFLY, Melki había producido muchas pistas en el álbum de M. Pokora titulado Mise à jour, mientras que soFLY estaba trabajando en los proyectos de la Cinta Azul con el rapero Vicelow.
En Francia trabajaron con un gran número de artistas incluyendo Rohff, AKH, Soprano, M. Pokora, Amel Bent, Shy'm y con el colectivo de raperos Mafia K'1 Fry.
Al trasladarse a los Estados Unidos, también produjeron para un número de artistas americanos como Cory Gunz ("Hope You're Listening"), el rapero Tony Yayo, T. Mills.
Muy en particular, produjeron la pista "Take You" de Justin Bieber del álbum Believe  y 5 pistas del álbum de Flo Rida Wild Ones, incluyendo la pista y el éxito internacional "Wild Ones" con Sia y el cuarto sencillo "I Cry". También produjeron el último sencillo de Enrique Iglesias "Finally Found You".
Su trabajo ha dado lugar a una nominación a los Premios Grammy 2013 a la Mejor colaboración de rap/cantada (Wild Ones - Flo Rida con Sia).
Ellos también fueron elegidos para formar parte del jurado, junto con Hype Williams, en la primera edición de los Premios de Música Internacional de Dubái en noviembre de 2013.

## Discografía

### Sencillos
- 2011: Flo Rida - "Wild Ones" (con Sia)[15]
- 2012: Flo Rida - "Let It Roll"[16]
- 2012: Flo Rida - "I Cry"[17]
- 2012: Enrique Iglesias - "Finally Found You" (con. Sammy Adams)[18][19]
- 2013 : Inna - "Dame Tu Amor" (feat. Reik)

### Canciones

#### 2009

##### Timati-The Boss
- 11. Love You (junto con. Busta Rhymes y Mariya)

#### 2011

##### T. Mills-Leaving Home
- 07. Scandalous

#### 2012

##### Flo Rida-Wild Ones
- 02. Wild Ones (con Sia)*
- 03. Let It Roll*
- 06. Sweet Spot (con Jennifer Lopez)*
- 08. I Cry
- 10. Let It Roll, Pt 2 (con Lil Wayne)*

##### Justin Bieber-Believe
- 05. Take You[20]

##### Enrique Iglesias-TBD
- 00. Finally Found You (con Sammy Adams)*

##### Pitbull-Global Warming
- 10. Tchu Tchu Tcha (con Enrique Iglesias)*

#### 2013

##### Inna-Party Never Ends
- 00. Dame Tu Amor (feat. Reik)[21]
- 00. Light Up (feat. Reik)[21]

##### Rich Gang-Rich Gang
- 12. Angel (feat. Mystikal, Jae Millz, Ace Hood, Gudda Gudda, Birdman & Mack Maine)*

##### B.o.B-Underground Luxury
- 7. Coastline

#### 2014

##### Kid Ink-My Own Lane
- 12. No Miracles (feat. Elle Varner and Machine Gun Kelly)*

##### Timeflies-TBD
- 00. All The Way

Notas
* (cuerdas adicionales de Yoan "Oddfellow" Chirescu)